# Dębowo (Biskupiec)
Dębowo (deutsch Dembowo, Kolonie, 1938 bis 1945 Diborn, Kolonie, sowie: Dembowo, Forsthaus, 1930 bis 1940 Stockhausen, Forsthaus) ist ein Ort in der polnischen Woiwodschaft Ermland-Masuren. Er gehört zur Gmina Biskupiec (Stadt- und Landgemeinde Bischofsburg) im Powiat Olsztyński (Kreis Allenstein).

## Geographische Lage
Dębowo liegt am Nordwestufer des Jezioro Stryjewskie (deutsch Striewer See) in der nördlichen Mitte der Woiwodschaft Ermland-Masuren, 19 Kilometer südwestlich der ehemaligen Kreisstadt Rößel (polnisch Reszel) bzw. 34 Kilometer nordöstlich der heutigen Kreismetropole und auch Woiwodschaftshauptstadt Olsztyn (deutsch Allenstein).

## Geschichte
Das heutige Dębowo setzt sich aus zwei bis 1945 getrennt existierenden Orten zusammen: die Kolonie Dembowo (1938 bis 1945 Kolnie Diborn) und das Forsthaus Dembowo (1930 bis 1945 Forsthaus Stockhausen) mit jeweils eigener Geschichte.

### Bis 1945

#### Kolonie Dembowo/Diborn
Geographische Lage der Kolonie Dembowo/Diborn
Die Kolonie Dembowo, bestehend aus mehreren kleinen Gehöften, lag westlich des Striewer Sees, 18 Kilometer südwestlich der Kreisstadt Rößel in Ostpreußen. Als Landgemeinde wurde das kleine Dorf 1874 in den neugebildeten Amtsbezirk Wengoyen (polnisch Węgój) aufgenommen.
Im Jahre 1905 zählte die Kolonie Dembowo 58 Einwohner und wurde etwa zeitgleich in den Amtsbezirk Sadlowo (polnisch Sadłowo), bestehend aus dem Gutsbezirk Sadlowo, Forst, umgegliedert.
Am 5. November 1928 wurde die Kolonie Dembowo mit dem Schutzbezirk Dembowo und dem Forstdienstgehöft in die Landgemeinde Stockhausen (noch bis zum 19. Juli 1928 Striewo genannt, polnisch Stryjewo) eingegliedert, Zur Landgemeinde Stockhausen, die seinerseits in den Amtsbezirk Bredinken (polnisch Bredynki) eingegliedert war, gehörte die Kolonie Dembowo, 1938 in „Kolonie Diborn“ umbenannt, bis 1945.

#### Forsthaus Dembowo/Stockhausen
Geographische Lage Forsthaus Dembowo/Stockhausen
Die Försterei Dembowo, unmittelbar am Westufer des Striewer Sees und 19 Kilometer südwestlich der Kreisstadt Rößel gelegen, hieß noch vor 1786 Dembowa und dann bis 1930 Dembowo. Im Jahre 1785 wurde Dembowa als königliches Waldwärterhaus mit einer Feuerstelle erwähnt, und 1820 Dembowo eine königliche Unterförsterei mit einer Feuerstelle bei neun Einwohnern genannt.
Im Jahre 1874 kam Dembowo als Teil des Gutsbezirks Sadlowo, Forst (polnisch Sadłowo) zum gleichnamigen Amtsbezirk. 1885 zählte das Forsthaus Dembowo sechs Einwohner, im Jahre 1910 waren es neun.
Am 23. Mai 1930 wurde aus dem Forsthaus Dembowo das „Forsthaus Stockhausen“, das der Landgemeinde Stockhausen (bis 1928 Striewo, polnisch Stryjewo), die dem Amtsbezirk Bredinken zugeordnet wurde und dem sie bis 1945 angehörte.

#### Kirche
Bis 1945 waren sowohl die Kolonie Dembowo resp. Kolonie Diborn als auch das Forsthaus Dembowo resp. Forsthaus Stockhausen evangelischerseits nach Bischofsburg (polnisch Biskupiec) in der Kirchenprovinz Ostpreußen der Kirche der Altpreußischen Union eingepfarrt. Seitens der römisch-katholischen Kirche gehörten beide Orte seit 1938 zur neu errichteten Pfarrei in Wengoyen (polnisch Węgój) im damaligen Bistum Ermland.

### Nach 1945

#### Osada Dębowo
Als 1945 in Kriegsfolge das gesamte südliche Ostpreußen zu Polen kam, wurde aus den beiden bisherigen Orten lediglich die eine Ortschaft Dębowo gebildet. Die kleine Siedlung (polnisch: Osada) gehört zur Stadt- und Landgemeinde Biskupiec (Bischofsburg) im Powiat Olsztyński (Kreis Allenstein), von 1975 bis 1998 der Woiwodschaft Olsztyn, seither der Woiwodschaft Ermland-Masuren zugehörig.
Nordöstlich von Dębowo befindet sich das 24,7 Hektar große Rezerwat Leśne Dębowo, das Naturschutzgebiet für einen Buchenwald.

#### Kirche
Die kirchliche Zugehörigkeit ist wie vor 1945 bestimmt: evangelischerseits zu Biskupiec, jetzt als Filialgemeinde zu Sorkwity (Sorwuitten) in der Diözese Masuren der Evangelisch-Augsburgischen Kirche in Polen, katholischerseits zur Pfarrei Węgój, jetzt im Erzbistum Ermland.

## Verkehr
Durch Dębowo verläuft die Woiwodschaftsstraße 596, die die Städte Biskupiec (Bischofsburg) und Reszel (Rößel) miteinander verbindet. Eine Anbindung an den Bahnverkehr besteht nicht.